# Коранда, Мирослав
Мирослав Коранда (чеш. Miroslav Koranda; 6 ноября 1934[…], Прага или Теплице — 6 октября 2008[…], неизвестно) — чехословацкий гребной рулевой, выступавший за сборную Чехословакии по академической гребле в 1950-х годах. Чемпион летних Олимпийских игр в Хельсинки, двукратный чемпион Европы, победитель и призёр первенств национального значения.

## Биография
Мирослав Коранда родился 6 ноября 1934 года в Праге.
Изначально занимался греблей на байдарках и каноэ, которая в то время была более популярной в Чехословакии, но позже перешёл в академическую греблю, став рулевым.
Наивысшего успеха в своей спортивной карьере добился в сезоне 1952 года, когда в качестве рулевого вошёл в состав чехословацкой национальной сборной и благодаря череде удачных выступлений удостоился права защищать честь страны на летних Олимпийских играх в Хельсинки. В программе распашных рулевых четвёрок совместно с Карелом Мейтой, Иржи Гавлисом, Станиславом Луском и Яном Йиндрой превзошёл всех соперников в финале и стал таким образом олимпийским чемпионом.
В 1953 году в рулевых четвёрках одержал победу на чемпионате Европы в Копенгагене.
На чемпионате Европы 1956 года в Бледе победил в восьмёрках, тогда как на последовавших летних Олимпийских играх в Мельбурне остановился на стадии полуфиналов.
После мельбурнской Олимпиады Коранда остался действующим спортсменом и продолжил принимать участие в крупнейших международных регатах. Так, в 1957 году он выиграл бронзовую медаль в восьмёрках на чемпионате Европы в Дуйсбурге.
В 1962 году стартовал на впервые проводившемся чемпионате мира по академической гребле в Люцерне.
Умер 6 октября 2008 года в возрасте 73 лет.